# Nelson Javier
Nelson Javier Ozuna (* 19. Januar 1985) ist ein dominikanischer Badmintonspieler. 

## Karriere
Nelson Javier wurde bei der Panamerikameisterschaft 2009 Siebenter im Teamwettbewerb mit der Mannschaft der Dominikanischen Republik. 2011 nahm er an den Panamerikanischen Spielen teil. Er startete dabei in allen drei möglichen Disziplinen und erreichte bei allen seinen Starts jeweils Rang neun. 2012 gewann er zusammen mit Berónica Vivieca den Mixed-Wettbewerb bei der Carebaco-Meisterschaft. 2018 siegte er bei den Dominican Open.